# Prospero Fontana
Prospero Fontana (Bolonha, 1512 — Bolonha, 1597) foi um pintor italiano do final do Renascimento.
Fontana foi aluno de Innocenzo da Imola. Depois trabalhou para Perin del Vaga em Gênova. Em 1550, Michelangelo o apresentou ao Papa Júlio III como pintor de retratos. Trabalhou no estúdio de Vasari em Florença.
É um dos primeiros representantes da Escola de Bolonha. Sabbatini, Sammachini and Passerotti foram alguns de seus principais alunos ou colegas. Sua filha, Lavinia Fontana, foi uma importante pintora de temas religiosos.
Depois de voltar para Bolonha, após uma estada em Fontainebleau (França) e Gênova, abriu uma escola de arte onde foi, por curto tempo, professor de Lodovico e Agostino Carracci.